# Сан Лоренцо Дорсино
Вижте пояснителната страница за други значения на Сан Лоренцо.
Сан Лорѐнцо Дорсѝно (на италиански: San Lorenzo Dorsino, на местен диалект: San Lorenz Dorsin, Сан Лоренц Дорсин) е община в Северна Италия, автономна провинция Тренто, автономен регион Трентино-Южен Тирол. Разположена е на 758 m надморска височина. Населението на общината е 1593 души (към 2014 г.).
Общината е създадена в 1 януари 2015 г. Тя се състои от двете предшествуващи общини Сан Лоренцо ин Банале и Дорсино, които сега са най-важните центрове на общината. Административен център на общината е село Сан Лоренцо ин Банале (на италиански: San Lorenzo in Banale).